# Ernie Ball
Ernie Ball, właśc. Sherwood Roland Ball (ur. 1930 w Santa Monica, zm. 9 września 2004 w San Luis Obispo) – amerykański muzyk, wynalazca i lutnik.
Ball na początku lat 60. XX wieku założył firmę wytwarzającą struny gitarowe obecnie funkcjonującą pod nazwą Ernie Ball Company. Na początku lat 80. firma kupiła manufakturę wytwarzającą wzmacniacze, gitary basowe i elektryczne Music Man, której właścicielem jest do dziś.
Obecnie najpopularniejszy model strun Ernie Ball to Slinkys na których grają m.in. Eric Clapton, Jimmy Page, Slash, Steve Vai, John Petrucci, Jeff Beck, Albert Lee, Buddy Guy, Angus Young, The Edge, Synyster Gates, John Mayer, James Valentine, James Hetfield, Kirk Hammett, Brad Paisley, John Fogerty, Dave Navarro i Joe Bonamassa.